# Bobby Rahal

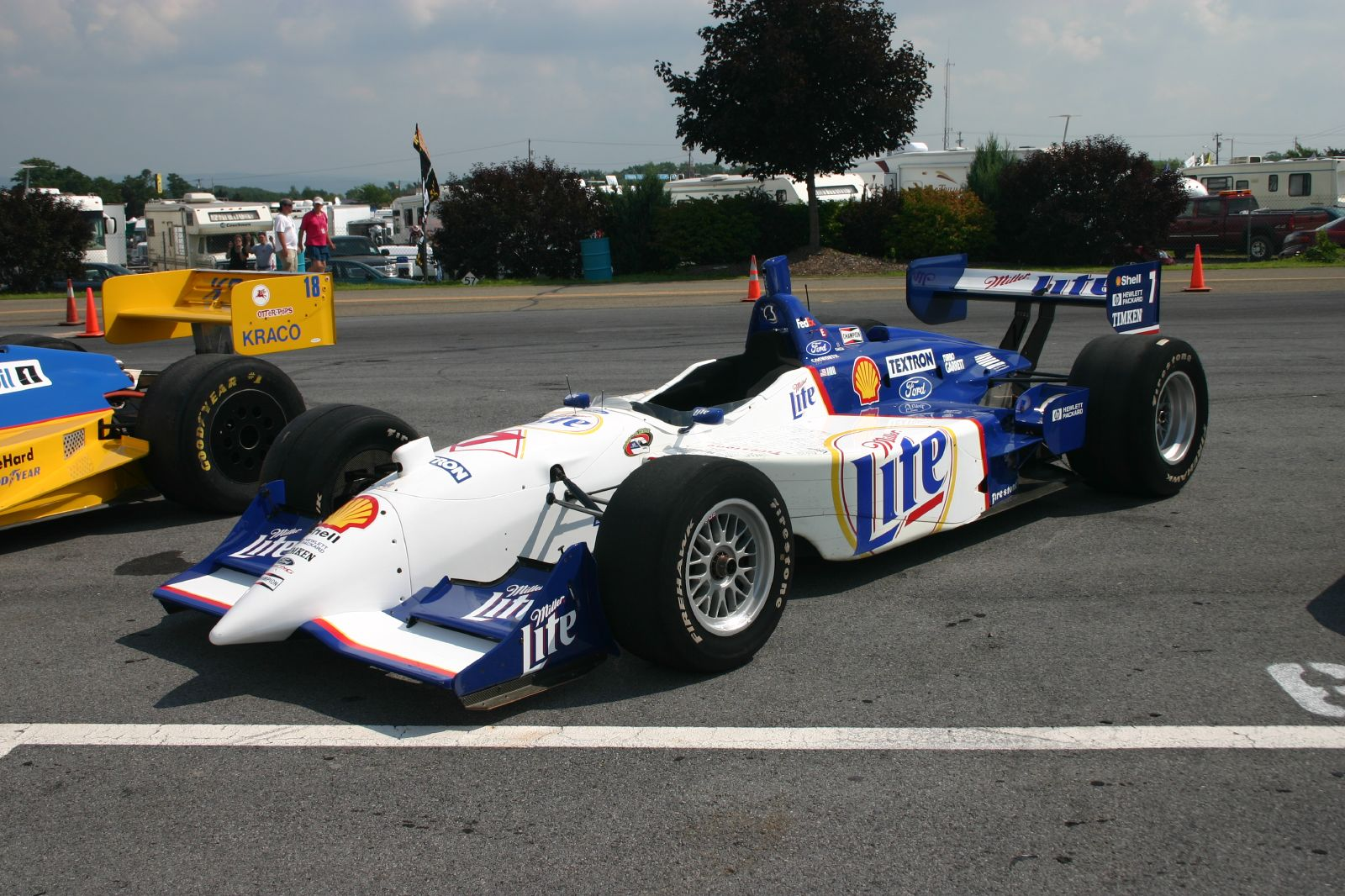
Rahal's Rahal Letterman Racing 1998

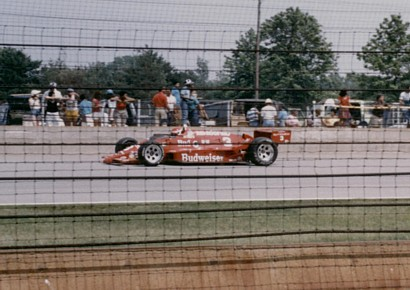
Rahal op Indianapolis in 1986

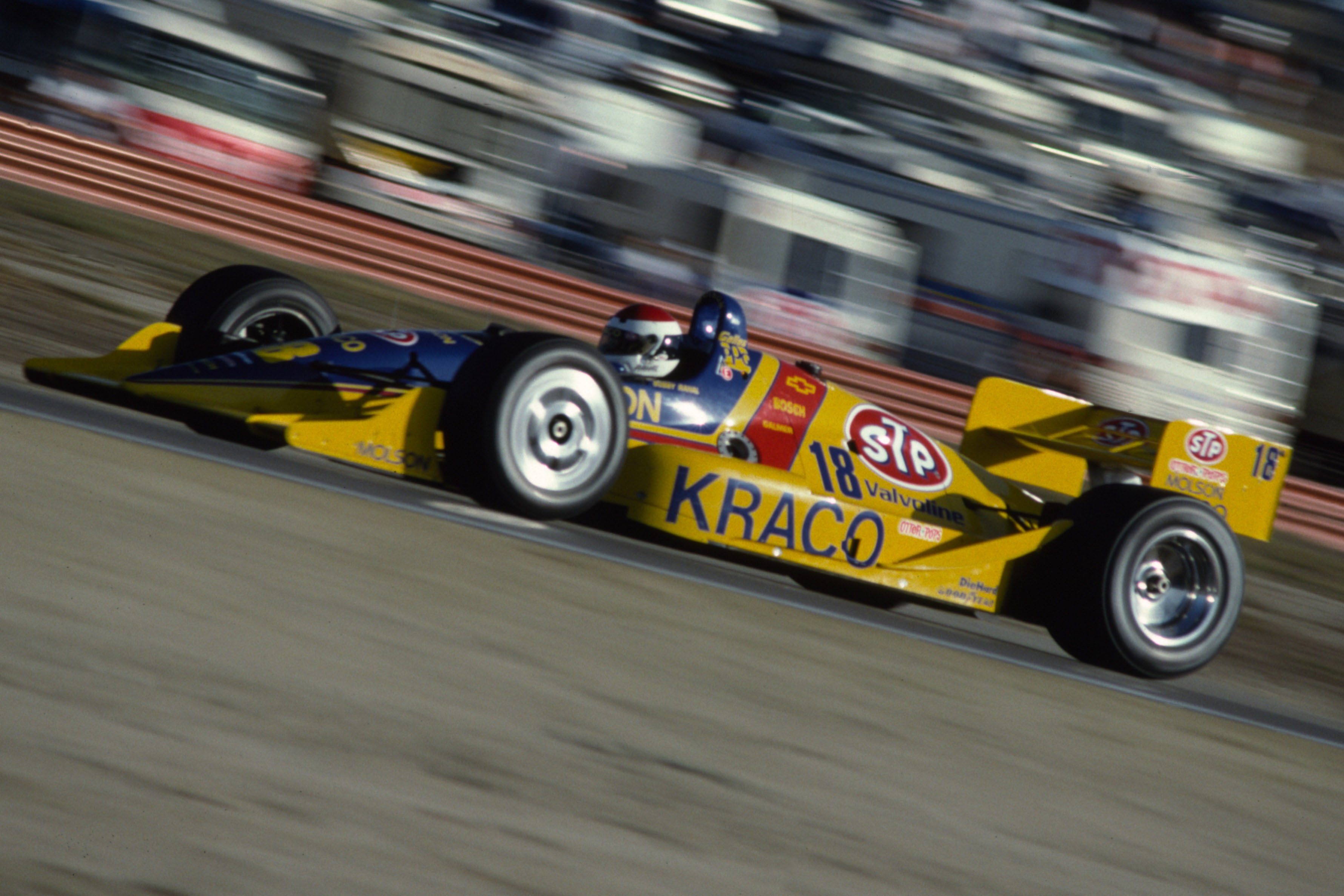
Rahal op Laguna Seca in 1991

Robert 'Bobby' Woodward Rahal (Medina (Ohio), 10 januari 1953) is een Amerikaanse raceteameigenaar en voormalig autocoureur. Hij won de Indianapolis 500 van 1986 en is drievoudig Champ Car kampioen. In 1981 won Rahal de 24 uur van Daytona. Zijn zoon Graham Rahal werd in 2006 ook autocoureur.

## Carrière
Rahal reed in 1977 het Atlantic Championship. Hij won dat seizoen één race en eindigde op de tweede plaats van het kampioenschap, na Gilles Villeneuve.

### Formule 3 & Formule 1
In 1978 maakte hij de overstap naar het Europese Formule 3-kampioenschap en ging racen voor Walter Wolf Racing. Hij behaalde een podiumplaats op de Nürburgring en werd vijftiende in de eindstand. Datzelfde jaar reed hij de twee laatste race van het formule 1-kampioenschap, eveneens voor Walter Wolf Racing. Hij werd twaalfde tijdens de Grote prijs van de Verenigde staten en viel uit in Canada.
In 2001 werd hij manager bij Jaguar Racing, dat met slechte resultaten te kampen had, maar ook Rahal kon het tij niet keren en werd in augustus van dat jaar vervangen door Niki Lauda.

### Champ Car
Rahal reed tussen 1982 en 1998 zeventien seizoenen in de Champ Car Series. Hij begon bij Truesports en reed voor dat team tot 1988. Tijdens zijn eerste seizoen werd hij tweede in de eindstand na winnaar Rick Mears en werd zo Rookie van het jaar. Hij behaalde in 1986 met Truesports zijn enige Indianapolis 500 overwinning als coureur en won het kampioenschap in 1986 en 1987. In 1989 reed hij voor Kraco Racing en de twee navolgende jaren voor Galles Racing. Vanaf 1992 wordt hij teameigenaar en reed hij tot het einde van zijn carrière als coureur voor dit team. Hij won in 1992 zijn derde en laatste titel in de Champ Car.
Hij reed in zijn carrière 265 Champ Car wedstrijden, won 24 races en eindigde 64 keer op een podiumplaats als niet-winnaar. Hij vertrok zeventien keer vanaf poleposition. Naast de drie kampioenschapstitels werd hij twee keer vice-kampioen en eindigde vier keer op de derde plaats in het kampioenschap. In 1994 werd hij opgenomen in de International Motorsports Hall of Fame.

### Indianapolis 500
Rahal won de Indianapolis 500 van 1986. Enkele ronden voor het einde reed hij op de tweede plaats en de race was geneutraliseerd. De groene vlag kwam er in de voorlaatste ronde en bij de herstart kon hij Kevin Cogan inhalen en behaalde zo de overwinning op de Indianapolis Motor Speedway. Hij stond tussen 1982 en 1995 veertien keer aan de start van deze race. Naast zijn overwinning werd hij tweede in 1990 en derde in zowel 1994 en 1995. Vanaf 1996 verhuisde de Indy 500 naar het Indy Racing League kampioenschap en had Rahal niet meer de mogelijkheid om de race te rijden. In 2004 won hij de race als teameigenaar toen Rahal-Letterman-coureur Buddy Rice de race won.

### Teameigenaar
In 1992 nam hij samen met Carl Hogan Patrick Racing over. Het nieuwe team kreeg de naam Rahal-Hogan Racing en later werd Truesports eveneens overgenomen. Hij won dat eerste jaar meteen de kampioenschapstitel. In 1996 verliet Carl Hogan het team, werd talkshowpresentator David Letterman aandeelhouder en werd de naam veranderd in Rahal Letterman Racing. In 2003 maakte het team de overstap van de Champ Car naar de IndyCar Series. In 2009 moest het team afzien van deelname aan de IndyCar Series wegens gebrek aan financiële middelen.

## Resultaten
Champ Car resultaten (aantal gereden races, aantal maal in de top 5 van een race, eindpositie kampioenschap en punten)
| Jaar | Races | 1ste | 2de | 3de | 4de | 5de | Rang | Ptn |
| ---- | ----- | ---- | --- | --- | --- | --- | ---- | --- |
| 1982 | 10    | 2    | 1   | 3   | -   | 1   | 2    | 242 |
| 1983 | 12    | 1    | 1   | 1   | -   | 2   | 5    | 94  |
| 1984 | 16    | 2    | 3   | 1   | -   | 1   | 3    | 137 |
| 1985 | 15    | 3    | 1   | -   | 2   | -   | 3    | 133 |
| 1986 | 17    | 6    | -   | 2   | -   | 1   | 1    | 179 |
| 1987 | 15    | 3    | 5   | 2   | -   | 1   | 1    | 188 |
| 1988 | 15    | 1    | 4   | -   | 1   | 3   | 3    | 136 |
| 1989 | 15    | 1    | 1   | 1   | 1   | -   | 9    | 88  |
| 1990 | 16    | -    | 5   | 2   | 1   | 1   | 4    | 153 |
| 1991 | 17    | 1    | 6   | 4   | 2   | -   | 2    | 200 |
| 1992 | 16    | 4    | 3   | 3   | 1   | -   | 1    | 196 |
| 1993 | 15    | -    | 2   | 1   | 3   | 1   | 4    | 133 |
| 1994 | 16    | -    | 1   | 1   | -   | -   | 10   | 59  |
| 1995 | 17    | -    | 2   | 3   | 1   | 2   | 3    | 128 |
| 1996 | 16    | -    | 2   | 1   | -   | 2   | 7    | 102 |
| 1997 | 17    | -    | -   | 1   | -   | 2   | 12   | 70  |
| 1998 | 19    | -    | -   | 1   | 1   | 1   | 10   | 82  |

#### Indianapolis 500
| Jaar | Chassis | Motor          | Start | Finish | Team         |
| ---- | ------- | -------------- | ----- | ------ | ------------ |
| 1982 | March   | Cosworth       | 17    | 11     | Truesports   |
| 1983 | March   | Cosworth       | 6     | 20     | Truesports   |
| 1984 | March   | Cosworth       | 18    | 7      | Truesports   |
| 1985 | March   | Cosworth       | 3     | 27     | Truesports   |
| 1986 | March   | Cosworth       | 4     | 1      | Truesports   |
| 1987 | Lola    | Cosworth       | 2     | 26     | Truesports   |
| 1988 | Lola    | Judd           | 19    | 5      | Truesports   |
| 1989 | Lola    | Cosworth       | 7     | 26     | Kraco Racing |
| 1990 | Lola    | Chevrolet      | 4     | 2      | Galles/Kraco |
| 1991 | Lola    | Chevrolet      | 4     | 19     | Galles/Kraco |
| 1992 | Lola    | Chevrolet      | 10    | 6      | Rahal/Hogan  |
| 1993 | Rahal   | Chevrolet      | DNQ   | DNQ    | Rahal/Hogan  |
| 1994 | Penske  | Ilmor          | 28    | 3      | Rahal/Hogan  |
| 1995 | Lola    | Ilmor-Mercedes | 21    | 3      | Rahal/Hogan  |